# شهرستان شدووویتس
شهرستان شدووویتس (به لهستانی: Powiat Szydłowiec) یک شهرستان در لهستان است که در استان ماسوویان واقع شده‌است. شهرستان شدووویتس ۴۵۲٫۲۲ کیلومتر مربع مساحت و ۴۰٬۰۸۳ نفر جمعیت دارد.